# Maurice Martin (polityk)
Maurice Martin (ur. 4 kwietnia 1927 w Limoges, zm. 15 sierpnia 2004 w Carcassonne) – francuski polityk i samorządowiec, poseł do Parlamentu Europejskiego I kadencji.

## Życiorys
Pracował jako kolejarz w Carcassonne. W 1944 zaangażował się w działalność młodzieżówki Jeunesses communistes, w 1945 dołączył do Francuskiej Partii Komunistycznej. Należał do władz partii w Carcassonne, był zastępcą i sekretarzem generalnym PCF w departamencie Aude. Od 1957 zasiadał w radzie miejskiej Carcassonne, od 1959 do 1966 był zastępcą mera. Od 1966 należał do zarządu ANECR zrzeszającego lewicowców i komunistów wybranych na stanowiska publiczne. Od 1967 do 1985 zajmował stanowisko kierownicze w kantonie Carcassonne-Est, był też wiceprzewodniczącym rady departamentu Aude. W 1979 wybrano go posłem do Parlamentu Europejskiego. Przystąpił do Grupy Sojuszu Komunistycznego, należał m.in. do Komisji ds. Transportu.